# Christopher Roth (Regisseur)
Christopher Roth (* 26. Juni 1964 in München) ist ein deutscher Filmregisseur, Künstler und Fernsehproduzent. In seinen Projekten behandelt er u. a. Themen aus Gesellschaft, Kunst, Philosophie, Politik, Soziologie und Architektur.

## Leben
Roth studierte von 1985 bis 1992 an der Hochschule für Fernsehen und Film München. 2000 zog er nach Berlin. Seit 2017 lehrt er Storytelling in Architecture an der ETH Zürich am Departement für Architektur.
Im Dezember 2021 wurde er von der Frankfurter Allgemeinen Sonntagszeitung in die Liste der Kulturpersonen des Jahres auf Platz 14 aufgenommen.
Er ist mit der Schauspielerin Jeanne Tremsal liiert.

## Film
Roth ist als Filmregisseur, Drehbuchautor und Filmproduzent tätig.

### Werbefilm
Er hat von 1998 bis 2010 Werbefilme für verschiedene Agenturen gedreht und unter anderem mit ehemaligen Fußballern (Sepp Maier, Franz Beckenbauer) und Personen aus der Unterhaltungsbranche (Thomas Anders, Dieter Bohlen, Dolly Buster, Thomas Gottschalk, und Harald Schmidt) zusammengearbeitet.

### Kinofilm
Sein Debüt als Spielfilmregisseur gab er 1995 mit Looosers!, einem Film über zwei durchschnittlich begabte Werbetexter, die von Bernd Michael Lade und Oliver Korittke dargestellt wurden und sich in Ulrika, dargestellt von Liane Forestieri, verlieben.
Mit Baader, einer Erzählung über Andreas Baader und die RAF, wurde er 2002 auf der 52. Berlinale mit dem Silbernen Bären/Preis der Jury in der Kategorie Neue Perspektiven der Filmkunst ausgezeichnet. Mit dem Film stand er auch im Wettbewerb um den Goldenen Bären.
2016 wurde der in Zusammenarbeit mit Tilda Swinton entstandene Film The Seasons in Quincy: Four Portraits of John Berger auf der 66. Berlinale uraufgeführt. Neben Colin MacCabe, Bartek Dziadosz und Tilda Swinton war Roth für den Dokumentarfilm mitverantwortlich.
In dem 2017 erschienenen Film Axolotl Overkill von Helene Hegemann ist Roth Schauspieler.
Ende Juni 2022 hatte Servus Papa, See You in Hell, ein Film über das Erwachsenwerden in einer Kommune in den 1980er Jahren, beim Filmfest München Premiere und war in den Kategorien Regie, Drehbuch und Schauspiel nominiert.

## TV
Roth verwendet TV als Medium und Distributionsplattform, um auf Themen hinzuweisen und diese in einem verständlichen und zugänglichen Format zu präsentieren und zu verbreiten. 2018 hat er die Fernsehplattform space-time.tv gegründet, die vier unterschiedliche Kanäle hat und laufend neue Inhalte veröffentlicht. Darauf werden Inhalte aus unterschiedlichen Bereichen wie Gesellschaft, Kunst, Politik, Wissenschaft uvm. präsentiert. Die Logos wurden von den Designern und Künstlern Diann Bauer, Angela Bulloch und Manuel Bürger gestaltet.
Der Sender REALTY-V ist im Rahmen des Langzeitprojektes REALTY von und mit Tirdad Zolghadr entstanden und behandelt Themen wie Gentrifizierung, Urbanismus, Zukunft und globale und lokale Zusammenhänge. Die Inhalte setzen sich mit der Rolle der zeitgenössischen Kunst in der jüngeren Geschichte der Stadterneuerung auseinander.
Im Mai 2022 wurde das Buch REALTY. Beyond the Traditional Blueprints of Art & Gentrification mit einem Beitrag von REALTY-V veröffentlicht und in KW Institute for Contemporary Art präsentiert.
Auf station.plus werden vorwiegend Inhalte gezeigt, die am Lehrstuhl von Arno Brandlhuber an der ETH Zürich entstehen und von Studierenden produziert wurden. Der Sender wurde 2017 zusammen mit Arno Brandlhuber und Olaf Grawert gegründet.

„"Normalerweise entwerfen und realisieren Architekten und Architekturstudenten Konzepte und Gebäude. Aber können Architekten auch eine TV-Show machen? Das ist neu — und "Station.plus" wagt dieses Experiment."
"Normally, architects and architecture students design and realize concepts and buildings. But can architects do a TV-show? That’s new – and “Station.plus” dares this experiment." (original)“

Das Studio des Senders 42 befindet sich auf dem Gelände der Fahrbereitschaft der Sammlung Haubrok. Der Kanal verwendet Fernsehen als Übertragungsinstrument für künstlerische und utopische Ideen und zeigt Fernsehproduktionen von Künstlern die seit den 1970er Jahren entstanden sind.
2038 ist der Kanal für 2038, das internationale Team von Architekten, Künstlern, Ökologen, Ökonomen, Wissenschaftlern, Politikern, Schriftstellern, das 2019 für das Projekt 2038 – Die Neue Gelassenheit als Beitrag zur Architekturbiennale Venedig 2021 kuratiert wurde.
Mit sogenannten TV Hacks wurden 2020 für einen Zeitraum von drei Wochen über 20 Webseiten mit dem Fernsehkanal space-time.tv gehackt und dessen Programm gestreamt. Darunter waren unter anderem die Seiten von CAF × Copenhagen Architecture Festival, e-flux architecture und ARCH+.

## Autor
Roth ist als Autor und Herausgeber tätig. In seinem 1982 erschienenen Roman 200D erzählt Roth anhand eines Protagonisten von einem Wochenende in München und bindet real existierende Personen in eine fiktionale Geschichte ein. Kritiker nannten die Erzählung einige Zeit nach ihrem Erscheinen als Vorreiter der Popliteratur. 2012 erschien der Roman nach dreißig Jahren als Neuauflage wieder, mit einem Vorwort von Moritz von Uslar.
In seinem Text Willkommen im Dataland schreibt Roth 1996 vom Internet als ein Netzwerk, das den Austausch und Zugang zu Information neu organisieren wird und neue Formen von Interaktion entstehen lässt. Information wird durch Hyperlinks miteinander vernetzt und künstliche Intelligenz in Form von „Smart Agents“ und „Knowbotern“ wird über die Vorlieben ihrer Benutzer wissen.

„Im Internet6 weiß man eigentlich nie so genau wo man ist. Man bewegt sich von einem Knoten zum anderen. Das Netz ist nicht zentral organisiert. Ein System ohne Zentrum. Man hat zwar Adressen, aus denen ist aber nicht mal zu erkennen, wo der Server6 steht. Wozu auch? Ein virtuelles GPS würde einem im Internet immer sagen können, wo man gerade im Bezug zur Welt ist, zu den anderen Surfern5, Datendandys5, Knowbotern1 oder auch bösartigen Agenten und Viren2.“

In einer Textsammlung über den finnischen Regisseur Aki Kaurismäki von 2004 beschreibt er Kaurismäki’s Filme und Herangehensweise anhand einer persönlichen Begegnung in einem Londoner Pub und von Orten, mit denen er Querverweise auf seine Filme und auf vergangene und gegenwärtige politische Geschehnissen macht.

## Kollaboration
Roth setzt den Großteil seiner Projekte in Kollaborationen um.

### 80*81
Gemeinsam mit Georg Diez entstand 2010 das von der Kulturstiftung des Bundes geförderte Rechercheprojekt 80*81. Am 15. Mai 2010 fand im Watermill Center in New York eine Live-Performance statt und es wurden die ersten vier Bücher vorgestellt. Im Zuge des Projektes sind zehn Bücher entstanden, die im Verlag Edition Patrick Frey Zürich veröffentlicht wurden. 2011 wurde bei den Münchner Opernfestspielen in der Bayerischen Staatsoper München die Acht-Stunden-Oper The 80*81 Findings, 2081 aufgeführt. Ein Jahr später wurde eine Kongressreihe in Berlin, Johannesburg, New Delhi, Sao Paulo und Tel Aviv organisiert, die in dem Buch 2081. What Happened? dokumentiert wird. 2016 erschien im Merve Verlag die einbändige Zusammenstellung What Happened? 80*81.

### Mahagonny ist überall und Chefsessel schon ab 59 Neuro
Im Juni 2013 war seine Theaterproduktion das zentrale Projekt des Mahagonny-Festivals in Bremen. In seinem spekulativen Weltausstellungsparcours gestaltete Roth Szenen, die sich in mehreren Etagen abspielten und sich um den Wert von Dingen drehten. Er arbeitete mit Architekten, Juristen, Journalisten, Naturwissenschaftlern, Politikern, Ökonomen, Studenten, Musikern und Philosophen zusammen. Unter anderem waren Armen Avanessian, Bengt Beutler, Florian Hecker, Julia Hummer, Antonia Kesel, Katja Riemann, Michael Stöppler, Moritz von Uslar und die Bremer Philharmoniker Teil der Inszenierung.

### Architektur
Seit 2017 entstehen mit Arno Brandlhuber und Olaf Grawert Filme, die Zusammenhänge von Architektur und Politik und deren Auswirkung von Entscheidungen auf lokaler und globaler Ebene zeigen. Sie beinhalten Interviews unter anderem mit Sandra Bartoli, Oana Bogdan, Renée Gailhoustet, Yona Friedman, Patrik Schumacher, Hans-Jochen Vogel und Anna Yeboah.
Legislating Architecture (2016) zeigt, dass Architektur nicht nur als gebaute Umwelt, sondern auch als soziales Feld verstanden wird. Der Film wurde auf der 15. Architekturbiennale in Venedig erstmals gezeigt. The Property Drama (2017) hatte auf der Chicago Architecture Biennial 2017 seine Premiere und setzt sich damit auseinander, wer Einfluss auf das Eigentumsrecht hat.

„Bemerkenswert ist aber auch, wie dieses „Property Drama“ cineastisch in Szene gesetzt wird. Die Art, wie der Film geschnitten ist, wie eine Antwort die andere jagt, erzeugt ein Gefühl von Dringlichkeit und Streit – und zeigt, wie formale Mittel zu politischen werden können. […] Gegen die sich im Kleinen verzettelnde, langatmige Ästhetik des „sensiblen“ Dokumentarfilms wirkt dieser kleine Film wie eine wache Eisdusche. Eine These jagt die andere – und das Tempo des Schnitts hat erkenntnisstiftende Wirkung: Man versteht, welche Positionen sich gegenüberstehen; man begreift den Kampf um die Deutungshoheit über das, was Stadt sein soll und werden könnte.“

Architecting after Politics (2018) wird das Verhältnis von öffentlicher Macht und privatwirtschaftlichen Interessen untersucht. Der Film ist Teil einer Wanderausstellung und wird an den jeweiligen Orten um entsprechende Sequenzen und Inhalte ergänzt.
Die Filme werden laufend gezeigt und wurden von verschiedenen internationalen Architekturfilmfestivals in das Programm aufgenommen.

## Architekturbiennale Venedig
Roth war 2021 neben Arno Brandlhuber, Olaf Grawert und Nikolaus Hirsch einer der vier Kuratoren des Deutschen Pavillons auf der 17. Architekturbiennale Venedig. Für das Projekt 2038 – Die Neue Gelassenheit wurden über vier Stunden Film produziert, in denen gesellschaftspolitische Fragestellungen behandelt werden. Die Ausstellung des Projektes fand im digitalen Raum statt, der Pavillon blieb während der gesamten Laufzeit leer.

„So ergibt es nur Sinn, dass sämtliches Filmmaterial online zugänglich gemacht und das Budget maßgeblich in die virtuelle Version des Pavillons gesteckt wurde. Ein charmanter Kniff, der die Krise als überwunden deklariert – und der sich zugleich angstfrei einer nahen Zukunft zuwendet. Und es ist doch so: Nur wer sich eine andere Welt vorstellen kann, kann sie auch bauen.“

2021 erschien die Publikation 2038. The New Serenity mit einem Beitrag von Roth.

## Kunst
Als Künstler stellt Roth in der Galerie Esther Schipper aus und hatte unter anderem Ausstellungen in Deutschland, den Vereinigten Staaten und Italien. Roth arbeitet in unterschiedlichen Konstellationen mit Autoren, Architekten, Künstlern, Designern u. a. zusammen. Mit RothStauffenberg war er 1991 auf der Biennale von São Paulo vertreten. 2008 erschien ihr Buch Based On A True Story. In der Einzelausstellung Roth werden Wahrheit und Fiktion zu erzählenden Elementen. Er verwendet unterschiedliche Medien, wie einen Horrorfilm, eine Videodokumentation, Skulpturen, anhand derer er persönliche Beziehungen, Objekte und Geschehnisse nebeneinander stellt. Für die Ausstellung DEVOUR! Social Cannibalism, political redefinition and architecture im März 2015 entstand zusammen mit Arno Brandlhuber ein filmischer Beitrag.
Für den Kunstfilm Blow Out arbeitete er mit Vera Lehndorff zusammen. Der Film wurde in der verfallenen modernistischen Betonkuppel des Regisseurs Michelangelo Antonioni auf Sardinien gedreht. Roth erzählt aus unterschiedlichen Perspektiven, die nicht klar zuordenbar sind. Der Film war Teil seiner Einzelausstellung Christopher Roth, Blow Out Featuring Ver(uschk)a und ist eine Hommage an den Architekten Dante Bini und die Zukunft.

“I thought that our present time, which was the future back in the 1960s, would be a lot wilder.”

2016 entstand während der 9. Berlin Biennale für zeitgenössische Kunst in Zusammenarbeit mit Armen Avanessian und Alexander Martos der 30-minütige Film DISCREET – An Intelligence Agency for the People. Sie arbeiteten mit Experten aus den Bereichen Kunst, Theorie, Technologie, Politik, Recht, Hacktivismus und Finanzen zusammen und befassten sich mit den Herausforderungen poststaatlicher Souveränität, globalem Finanzfeudalismus und neuen algorithmischen Regimen.
Zusammen mit Armen Avanessian produzierte Roth 2016 den Film Hyperstition, in dem sie verschiedene Stimmen aus Philosophie und deren Forschung zum Thema „Zeit“ und „Erzählung“ zusammenstellen. Der Film verwendet Elemente aus Science-Fiction und spielt in Vergangenheit, Gegenwart und Zukunft und wurde auf Kunstfestivals in Europa und Amerika gezeigt. Es erscheinen Armen Avanessian, Elie Ayache, Ray Brassier, Iain Hamilton Grant, Helen Hester, Deneb Kozikoski, Robin Mackay, Steven Shaviro, Nick Srnicek, Christopher K. Thomas, Pete Wolfendale und Suhail Malik.

## Rezeption
„Christopher Roth […] legt sich in seiner Arbeit nicht auf ein Medium fest. Als bildender Künstler denkt er über Geschichte, Philosophie und Utopie ebenso nach wie als Regisseur und Theatermacher, Herausgeber und Autor – etwa des frühen Popromans „200D“ von 1982. Sein mit dem Journalisten Georg Diez betriebenes Forschungsprojekt „80*81“ umfasst elf Anthologien, begleitende Kongresse und Theateraufführungen – alle zu der Frage, welche Auswirkungen die Jahre 1980 und 1981 auf die Gegenwart gehabt haben. […]“

„Der andere, der mit langen Haaren davon kam, war Christopher Roth, der eigenwillige Filmemacher und Künstler, […] 1982, also mit einem Vorsprung von zehn Jahren, hatte er den ersten deutschen Pop-Roman herausgebracht, er hieß ‚200D‘.“

„Kino-Helden: Sie sehen gut aus, sind gut angezogen, sie schießen und kiffen und denken – und immer für das Gute. Sie verführen, vor allem uns, die Zuschauer im Kinosaal, inbrünstig zelebriert auch Roth am Beispiel des Liebespaares Ensslin/Baader, ihres wilden Lebens im Untergrund diese Kinomythen. »Warum sollen sich Marxisten nicht für Lippenstift und schnelle Autos interessieren, nicht konsumgeil sein?« fragt der Regisseur, ‚die Ansicht, dass man, wenn man links ist oder andere gute Absichten hat, auch in den allerletzten Klamotten herumlaufen müsste, ist falsch. Die RAF ist von ihrem Stil gar nicht zu trennen‘.“

## Auszeichnungen und Nominierungen
- 1993: Drehbuchpreis Nordrhein-Westfalen für Time Job (Co-Autor Martin Rauhaus)
- 2002: Silberner Bär/Preis der Jury für Baader
- 2022: Förderpreis Neues Deutsches Kino 2022 des Filmfest München, für Servus Papa, See You in Hell (Nominierung für Regie: Christopher Roth)
- 2022: Förderpreis Neues Deutsches Kino 2022 des Filmfest München, für Servus Papa, See You in Hell (Nominierung für Drehbuch: Jeanne Tremsal, Christopher Roth)

## Filmografie (Auswahl)
- 1995: Looosers!
- 1996: Hawaii '96
- 1998: Candy
- 1998 bis 2010: über 100 Werbefilme
- 2002: Baader
- 2007: Lacoma (unvollendet)
- 2007 bis 2013: Mozartbique
- 2014: Anti-Villa (9'30 Min.)
- 2015: Hawaii ’962036m (7 Min.)
- 2015: AnnA (14’20 Min.)
- 2015: anna+3 (18’40 Min.)
- 2016: Hyperstition
- 2016: Blow Out (10 Min.)
- 2016: The Seasons in Quincy: Four Portraits of John Berger
- 2016: Legislating Architecture (30’24 Min.)
- 2017: Axolotl Overkill (Schauspieler)
- 2017: The Schengen Tapes
- 2017: The Property Drama (32 Min.)
- 2018: Architecting after Politics
- 2019: Europe Endless (23’20 Min.)
- 2019: Keywords for Today (23’15 Min.)
- 2019: New Deutschland (20 Min.)
- 2021: 2038 – Die Neue Gelassenheit (Material über vier Stunden)
- 2022: 2038, Here Is How!
- 2022: Servus Papa, See You in Hell

## Ausstellungen (Auswahl)

### Einzelausstellungen
- 2012: Roth, Galerie Esther Schipper, Berlin
- 2016: Blow Out featuring Ver(uschk)a, Galerie Esther Schipper, Berlin
- 2016: Legislating Architecture Schweiz, Arno Brandlhuber & Christopher Roth, GTA ETH – Institut für Geschichte und Theorie der Architektur Zürich
- 2018: Legislating Architecture | Architecting after Politics (*****S), vai Vorarlberger Architektur Institut, Dornbirn
- 2019: legislating architecture: architecting after politics, aut. architektur und tirol, Innsbruck
- 2019: Watch more TV!, Galerie Esther Schipper, Berlin

### Gruppenausstellungen
- 2013: Das Christoph-Projekt, kunstraum pro arte, Salzburg
- 2015: Sommer Kino, Johnen Galerie, Berlin
- 2015: DEVOUR! Social Cannibalism, political redefinition and architecture, part II, Zentrum für Kunst und Urbanistik (ZK/U), Berlin
- 2015: DEVOUR! Social Cannibalism, political redefinition and architecture, part III, Kunstkraftwerk Leipzig
- 2016: Between Frames, FAHRBEREITSCHAFT, Berlin
- 2016: DISCREET – An Intelligence Agency for the People, 9. Berlin Biennale, kuratiert von DIS
- 2016: Grün stört. Im Fokus einer Farbe, Marta Herford – Museum für Kunst, Architektur, Design, Herford
- 2017: The Property Drama, Chicago Architecture Biennial: Make New History, Chicago Cultural Center
- 2017: mise-en-scène – architectural portraits, Deutsches Architektur Zentrum DAZ, Berlin
- 2018: An Atlas of Commoning: Orte des Gemeinschaffens, kuratiert von ARCH+, CMU, ifa, Kunstraum Kreuzberg/Bethanien, Berlin
- 2020: Mein Vater, meine Nachbarn, meine Freunde und deren Freunde, FAHRBEREITSCHAFT, Berlin
- 2020: PS81E, Galerie Esther Schipper, Berlin

## Werkübersicht (Auswahl)

### Kollaborationen
- 2000 bis 2009: RothStauffenberg, Kollaboration mit Franz Stauffenberg, Ausstellungen in Basel, Berlin, New York, Paris, São Paulo, Venedig, Zürich
- 2010 bis 2011: 80*81, Forschungsprojekt über ein Jahr in Kollaboration mit Georg Diez, über 20 Theater Performances
- 2010 bis 2011: Minus Odysseus, Prinzregententheater, München
- 2011: The 80*81 Findings, 2081, in Kollaboration mit Georg Diez, 8-stündige Oper, Bayerische Staatsoper, München
- 2011: READ, 2-tägige Lesungen, Performances, Theater, Bad Driburg
- 2012: What Happened 2081?, Kongress, in Kollaboration mit Georg Diez, Center for Historical Reenactment, Spaziergang zum Miniland, Johannesburg
- 2013: What Happened 2081?, Kongress, in Kollaboration mit Georg Diez, Spaziergang von der Hall of Nations zum Lotustempel, New Delhi
- 2013: What Happened 2081?, Kongress, in Kollaboration mit Georg Diez, Kunst-Werke, Spaziergang von Berlin-Mitte zum Olympiastadion, Berlin
- 2013: Mahagonny ist überall und Chefsessel ab 59 Neuro, Mahagonny-Festival, Theater Bremen

### Autor, Herausgeber
- 200D. Roman. belleville Verlag, München 1982, ISBN 978-3-923646-00-5
- Based on a True Story. RothStauffenberg, Edition Patrick Frey, Zürich 2008, ISBN 978-3-905509-74-8
- 200D. Roman. Bloomsbury Publishing, Berlin 2012, ISBN 978-3-8333-0791-1
- REALTY-V, Christopher Roth in: REALTY. Beyond the Traditional Blueprints of Art & Gentrification. Tirdad Zolghadr (Hrsg.), Hatje Canz Verlag, Berlin 2022, ISBN 978-3-7757-5171-1
- Team 2038 (Hrsg.): 2038. The New Serenity. Publikation zum deutschen Beitrag der 17. Architekturbiennale 2021 in Venedig, Sorry Press, München 2021, ISBN 978-3-9820440-4-0

### 80*81 (Publikationen)
- What Happened? (Vol. 1). Georg Diez / Christopher Roth, Edition Patrick Frey, Zürich 2010, ISBN 978-3-905929-01-0
- California über alles (Vol. 2). Georg Diez / Christopher Roth, Edition Patrick Frey, Zürich 2010, ISBN 978-3-905929-02-7
- MAO III (Vol. 3). Georg Diez / Christopher Roth, Edition Patrick Frey, Zürich 2010, ISBN 978-3-905929-03-4
- u²4u+8=0 (Vol. 4). Georg Diez / Christopher Roth, Edition Patrick Frey, Zürich 2010, ISBN 978-3-905929-04-1
- Travelogue / Atrocity & Grace (Vol. 5/6). Georg Diez / Christopher Roth, Edition Patrick Frey, Zürich 2010, ISBN 978-3-905929-05-8
- I Love My Time (Vol. 7). Georg Diez / Christopher Roth, Edition Patrick Frey, Zürich 2010, ISBN 978-3-905929-06-5
- Superburg (Vol. 8). Georg Diez / Christopher Roth, Edition Patrick Frey, Zürich 2010, ISBN 978-3-905929-08-9
- far from home (Vol. 9). Georg Diez / Christopher Roth, Edition Patrick Frey, Zürich 2010, ISBN 978-3-905929-09-6
- When We Were Good (Vol. 10). Georg Diez / Christopher Roth, Edition Patrick Frey, Zürich 2010, ISBN 978-3-905929-10-2
- The Eleventh Circle (Vol. 11). Georg Diez / Christopher Roth, Edition Patrick Frey, Zürich 2010, ISBN 978-3-905929-11-9
- 2081. Georg Diez / Christopher Roth, Edition Patrick Frey, Zürich 2012, ISBN 978-3-905929-28-7
- What Happened? 80*81. Georg Diez, Christopher Roth, Merve Verlag, Leipzig 2016, ISBN 978-3-88396-378-5

## Werkübersicht RothStauffenberg (Auswahl)

### Einzelausstellungen
- 2000: Schuß-Gegenschuß, Schipper&Krome, Berlin
- 2002: Deal, Schipper&Krome, Berlin
- 2004: (Schall und Rauch), Schipper&Krome, Berlin
- 2005: Drips Of Water Fall Onto China, W139, Amsterdam
- 2007: Off the Wall: RothStauffenberg, Indianapolis Museum of Art, Indianapolis
- 2007: Monster, Esther Schipper, Berlin
- 2008: It's not about YOU, it's about THEM, The House at Nyehaus, New York
- 2008: Maskenball, Michelle Nicol Fine Arts, Zürich
- 2009: Cartes Postales, Esther Schipper, Berlin

### Gruppenausstellungen
- 2001: Neue Welt, Frankfurter Kunstverein, Frankfurt a. M.
- 2002: Art&Economy, Deichtorhallen, Hamburg
- 2003: M_ARS, Kunst und Krieg, Neue Galerie Graz am Landesmuseum Joanneum, Graz
- 2004: 3’, Schirn Kunsthalle, Frankfurt a. M.
- 2004: Emotions Eins, Frankfurter Kunstverein, Frankfurt a. M.
- 2006: Modus, Neue Kunst Halle St. Gallen, St. Gallen
- 2006: Anonymous, Schirn Kunsthalle, Frankfurt a. M.
- 2007: Housetrip, Art Forum Berlin Sonderausstellung
- 2007: Made in Germany, Sprengel Museum, Hannover
- 2008: Art Unlimited, Art Basel, Basel
- 2008: all inclusive, Schirn Kunsthalle, Frankfurt a. M.

### Bibliografie
- Lanka Tattersall, Daydream Nation, Texte zur Kunst, online, 15. Juni 2009
- Jennifer Allen, RothStauffenberg, frieze, Issue 124, S. 191, June-August 2009
- Chris Petit, Cinema's Afterlife, Film Comment, New York, May/June 2009
- Petra Welzel, Eine wahre Geschichte, Amnesty International Magazin, 06/07 2009, S. 64–68
- Chris Petit, Speculations: In The Room, Lost Cinema, Post-Cinema, Post-Traumatic Cinema, in: Vertigo, Vol. 4 No.3 Spring / Summer, London 2009
- Jennifer Allen, Dieses Hotel ist eine Nation, in: die tageszeitung, 1. April 2009
- Anthony Haden-Guest, On RothStauffenberg At Nyehaus, Saatchi Online, 2. Dezember 2008
- Victoria Camblin, ROTHSTAUFFENBERG: Give him a mask and he’ll tell you the truth, in: 032c, 16th Issue, Winter 2008/09, 1. Dezember 2008
- Adina Popescu, ETWAS. Über RothStauffenberg, in: fair Nr. 3, November 2008, S. 9
- Britta Schmitz, THE KINGDOM OF MOZARTBIQUE, in: fair Nr. 3, November 2008, S. 10–11
- Arfus Greenwood, REWRITE the SCRIPT, in: http://post.thing.net/node/2349, 2008
- RothStauffenberg, Based on a True Story, Edition Patrick Frey, Zürich 2008, ISBN 978-3-905509-74-8
- Thiel, Wolf-Günter, RothStauffenberg. The Image Matrix. Towards a New Representation, Flash Art, November/December 2000, pp. 84–87
- Heidenreich, Stefan, Schuss-Gegenschuss, Frankfurter Allgemeine Zeitung (Berliner Seiten) Nr. 43, 21. Februar 2000, S. 8